# Alessandro Terracini
Alessandro Terracini (* 19. Oktober 1889 in Turin; † 2. April 1968 ebenda) war ein italienischer Mathematiker, der sich mit Geometrie befasste.
Terracini studierte 1907 bis 1911 an der Universität Turin. Zu seinen Lehrern zählten  Corrado Segre (bei dem er 1911 die Laurea erhielt), Enrico D’Ovidio, Gino Fano, Giuseppe Peano, Carlo Somigliana und Guido Fubini. Anschließend war er Assistent am Lehrstuhl für projektive Geometrie. Im Ersten Weltkrieg war er Pionieroffizier und entwickelte ein Periskop, dass er für die Erstellung von ballistischen Tafeln nutzte. 1919 bis 1923 war er Assistent an der Universität Modena, 1923/24 lehrte er analytische Geometrie in Turin. Er wurde 1925 nach einem Wettbewerb Professor in Catania, lehrte aber ab 1925 wieder analytische, projektive, darstellende und höhere Geometrie in Turin. 1938 bis 1948 war er aufgrund rassischer Verfolgung wie sein Bruder als Emigrant in Argentinien und war dort Professor an der Universität Tucumán in der Fakultät für Ingenieurswesen. In Argentinien gründete er mit  elix Cernuschi die Revista de Matemàtica y Fisica Teòrica und war Präsident der argentinischen mathematischen Gesellschaft. Ab 1948 war er wieder auf seinem Lehrstuhl in Turin.
Er befasste sich mit algebraischer Geometrie und metrischer und projektiver Differentialgeometrie (besonders projektive Differentialgeometrie in höherdimensionalen Räumen). Er charakterisierte algebraische Flächen (speziell Veronese-Flächen) in ihren differentialgeometrischen Eigenschaften. Daneben veröffentlichte er auch über Algebra, Analysis, numerische Analysis und Mathematikgeschichte. Von ihm stammen rund 180 wissenschaftliche Veröffentlichungen.
Er war Präsident der Unione Matematica Italiana. 1960 wurde er Mitglied der Accademia dei Lincei und er war Mitglied der Akademie der Wissenschaften in Turin.
Er veröffentlichte 1968 eine Autobiographie.
Er war der Bruder des Linguisten und Literaturkritikers Benvenuto Terracini (1886–1968).

## Schriften
- Ricordi di un matematico. Un sessantennio di vita universitaria, Rom: Cremonese 1968
- Esposizione di alcuni risultati di geometria proiettiva differenziale negli iperspazi, Anhang in: Guido Fubini, Eduard Čech: Geometria proiettiva differenziale, Padua 1926.
- mit Gino Fano: Lezioni di geometria analitica e proiettiva, 1930
- Selecta, 2 Bände, Rom: Cremonese 1968